# Yukihiro
Yukihiro Awaji (jap. 淡路幸宏 Awaji Yukihiro), znany bliżej jako Yukihiro (jap. ユキヒロ) – japoński muzyk. Perkusista w zespole j-rockowym L’Arc-en-Ciel, basista zespołu P'UNK~EN~CIEL, a także wokalista grupy - Acid Android. Pierwotnie perkusista w zespołach ZI:KILL i die in cries. Jego pseudonimy to m.in. Yukkie (jap. ユッキー yukkii) i „Sensei” (jap. 先生). Ma 165 cm wzrostu, waży 50 kg. Grupa krwi A.
Yukihiro dołączył do L’Arc~en~Ciel po opuszczeniu zespołu przez poprzedniego perkusistę.

## Młodość
Yukkie urodził się 24 listopada 1968 w mieście Ichikawa w prefekturze Chiba, niedaleko Tokio.
Zaczął grać na perkusji, gdy rozpoczął naukę w szkole średniej. Wkrótce zdecydował, że chce być profesjonalnym rockowym perkusistą. Jego decyzja o przerwaniu nauki w szkole na rzecz muzyki spotkała się z dezaprobatą ze strony rodziców, więc kontynuował naukę, jednocześnie poświęcając się muzyce. Podczas studiów na Uniwersytecie Handlu w Chibie założył zespół Zi:Kill.

## Początki kariery
Grupa Zi:Kill podpisała kontrakt z Extasy Recors w 1989 r. Niestety, ich płyta nie odniosła większego sukcesu i Yukkie został wyrzucony z zespołu. Następnie założył grupę Optic Nerve z gitarzystą Shinem Murohime. W 1991 dołączył do die in cries.
Grupa die in cries rozpadła się w 1995 wraz z wydaniem ich ostatniego albumu 'SEED'. Przez ten czas nie miał gdzie mieszkać, więc przeprowadził się do przyjaciół.

## Współpraca z L’Arc~en~Ciel
Po odejściu poprzedniego perkusisty, Sakury, lider zespołu, Tetsu, poprosił Yukihiro o pomoc przy nagrywaniu ich nowej płyty. Znali się poprzez wspólnych przyjaciół. Wkrótce powstał pierwszy singel - „Niji”. W 1998 Yukihiro został oficjalnym członkiem zespołu.